# Gretzenbach
Gretzenbach is een gemeente en plaats in het Zwitserse kanton Solothurn en maakt deel uit van het district Olten.
Gretzenbach telt 2457 inwoners.